# ناثانيل ناي
ناثانيل ناي (بالإنجليزية: Nathaniel Nye)‏ (و. 1624 – 1647 م) هو عالم فلك، ورياضياتي
توفي عن عمر يناهز 23 عاماً.